# Ahrik Szokratovics Cvejba
Ahrik Szokratovics Cvejba (Gudauta, 1966. szeptember 10. –) szovjet-ukrán-orosz orosz válogatott labdarúgó.
A szovjet válogatott tagjaként részt vett az 1990-es világbajnokságon.

## Statisztika
| Szovjet válogatott | Szovjet válogatott | Szovjet válogatott |
| Időszak            | Mérk.              | gól                |
| ------------------ | ------------------ | ------------------ |
| 1990               | 7                  | 1                  |
| 1991               | 10                 | 0                  |
| 1992               | 8                  | 1                  |
| Összesen           | 25                 | 2                  |
| Ukrán válogatott   |                    |                    |
| Időszak            | Mérk.              | gól                |
| 1992               | 1                  | 0                  |
| Összesen           | 1                  | 0                  |
| Orosz válogatott   |                    |                    |
| Időszak            | Mérk.              | gól                |
| 1997               | 8                  | 0                  |
| Összesen           | 8                  | 0                  |